# 小行星3804
小行星3804（3804 Drunina）是一颗绕太阳运转的小行星，为主小行星带小行星。该小行星于1969年10月8日发现。

## 轨道参数
小行星3804的轨道半长轴为2.8983906 UA，离心率为0.067。